# 约翰·斯托里
约翰·斯托里（英語：John Storey，1987年7月19日—），新西兰男子赛艇运动员。他曾代表新西兰参加世界赛艇锦标赛，获得一枚金牌和一枚铜牌。他也曾参加2012年和2016年夏季奥林匹克运动会。